# Eparchia św. Jana Chryzostoma w Gurgaon
Eparchia św. Jana Chryzostoma w Gurgaon – eparchia Kościoła katolickiego obrządku syromalankarskiego w Indiach. Została utworzona 26 marca 2015 r.

## Ordynariusze
- Jacob Barnabas Aerath, (2015 – 2021)
- Thomas Anthonios Valiyavilayil, (od 2022)